# ديميتري خليستوف
ديميتري خليستوف (بالروسية: Хлестов, Дмитрий Алексеевич)‏ (مواليد 21 يناير 1971) هو لاعب كرة قدم. لعب مع منتخب روسيا لكرة القدم. سبق له أن لعب في كأس العالم لكرة القدم مع منتخب بلاده.

## روابط خارجية
- ديميتري خليستوف على موقع الاتحاد الدولي (مؤرشف)  (الإنجليزية)
- ديميتري خليستوف على موقع اتحاد تركيا (لاعب) (الإنجليزية)
- ديميتري خليستوف على موقع قاعدة بيانات كرة القدم.إي يو (الإنجليزية)
- ديميتري خليستوف على موقع ناشيونال فوتبول تيمز (الإنجليزية)
- ديميتري خليستوف على موقع عالم كرة القدم.نت (الإنجليزية)